# Brajići (pleme)
Brajići, jedno od plemena u crnogorskom Primorju iz Knežine Brajićke u blizini Budve. Povijest ih bilježi po tome što završetkom trogodišnjeg rata u bokokotorskom zaljevu između Mlečića i Turske (1573.) zajedno s plemenima Grbalj, Maine i Pobori, zbog opasnosti od novih sukoba, jer se granica s Turskom pomicala prema Paštrovićima, priklonili mletačkoj strani i borbi protiv Turaka. Godine 1808. Brajići podižu pobunu protiv francuskih okupacijskih snaga koja je počela tinjati još 1807. zbog gradnje puta Herceg Novi - Verige - Kotor - Budva, na kojemu su trebali sudjelovati bez naknade, prema riječima akademika Branka Pavičevića, uz  'samo po jedan obrok hljeba' . Ime Brajići danas nosi selo što se nalazi na putu iz Budve za Cetinje.